# Elżbieta Adamczyk
Elżbieta Adamczyk (ur. w 1958 w Krasnymstawie) – polska artystka, malarka uprawiająca głównie malarstwo pastelowe i olejne.

## Życiorys
Elżbieta Adamczyk ukończyła studia w zakresie filologii klasycznej na Wydziale Nauk Humanistycznych Katolickiego Uniwersytetu Lubelskiego Jana Pawła II. Około 1986 roku osiedliła się w Krościenku nad Dunajcem. Od 2006 roku jest członkinią nowosądeckiego Klubu Twórczego Towarzystwa Przyjaciół Sztuk Pięknych (KT TPSP) w Szczawnicy. Od 2008 roku jest członkinią Stowarzyszenia Artystów Pienińskich (SAP) w Krościenku nad Dunajcem.
Do 2021 roku eksponowała swoje prace również w sklepie „Laura”, który prowadził jej mąż od co najmniej 1992 roku przy Rynku w Krościenku nad Dunajcem pod numerem 10.
Od drugiej połowy pierwszej dekady XXI wieku uczestniczy w wielu wystawach zbiorowych i indywidualnych. Jest również jurorką w lokalnych i regionalnych konkursach artystycznych.

## Niektóre wystawy
- grudzień 2006 roku: wystawa zbiorowa członków KT TPSP – Szczawnica, pijalnia „Magdalena”
- sierpień 2007 roku: wystawa zbiorowa członków KT TPSP – Szczawnica, pawilon Pienińskiego Parku Narodowego
- grudzień 2007 roku: wystawa indywidualna – Szczawnica, pijalnia „Magdalena”
- styczeń 2008 roku: wystawa indywidualna – Krościenko n/D
- luty 2009 roku: wystawa indywidualna – Krościenko n/D[4]
- czerwiec 2009 roku: wystawa zbiorowa członków SAP – dwór Tetmajerów w Łopusznej
- lipiec 2009 roku: wystawa zbiorowa członków SAP – muzeum etnograficzne w Liptowskim Gródku
- wrzesień 2009 roku: wystawa indywidualna – zamek w Niedzicy
- sierpień 2010 roku: wystawa indywidualna – Ogród Botaniczny Uniwersytetu Jagiellońskiego w Krakowie
- lipiec 2012 roku: wystawa indywidualna – Krościenko n/D[5]
- sierpień 2012 roku: wystawa indywidualna – Sromowce Niżne
- kwiecień 2013 roku: wystawa indywidualna – KUL, Lublin
- sierpień 2014 roku: wystawa indywidualna – The Windmill w Cricklewood, Londyn[6]
- czerwiec 2015 roku: wystawa indywidualna – Krościenko n/D[7]
- czerwiec 2017 roku: wystawa indywidualna – Krościenko n/D[3].